# Ver-sur-Launette
Ver-sur-Launette ist eine französische Gemeinde mit 1.155 Einwohnern (Stand 1. Januar 2022) im Département Oise in der Region Hauts-de-France. Sie gehört zum Arrondissement Senlis und zum Kanton Nanteuil-le-Haudouin.

## Geografie
Die Gemeinde Ver-sur-Launette liegt an der Launette, 14 Kilometer südöstlich von Senlis und etwa 30 Kilometer nordöstlich von Paris an der Grenze zum Département Seine-et-Marne, am Rande des über 3000 ha umfassenden Staatsforstes Forêt domaniale d’Ermenonville. Sie gehört zu den 59 Gemeinden des im Jahr 2004 eingerichteten Regionalen Naturparks Oise-Pays de France. Nachbargemeinden von Ver-sur-Launette sind Fontaine-Chaalis und Ermenonville im Norden, Ève im Osten und Südosten, Othis im Süden sowie Mortefontaine im Westen und Nordwesten. Durch das Gemeindegebiet von Ver-sur-Launette führt die Eisenbahn-Hochgeschwindigkeitsstrecke LGV Nord.

## Geschichte
Ver-sur-Launette war Standort einer Königspfalz schon der frühen Karolinger. Im Jahr 755 verkündete Pippin der Jüngere hier das „Kapitular von Ver“ als einen ersten Versuch, Maße, Gewichte und Münzen im Frankenreich zu vereinheitlichen. Im Dezember 844 fand in Ver eine Synode statt, auf der Bischöfe des Westfrankenreichs einen Entschluss gegen die Übergriffe des Adels auf Kirchengut fassten, der aber von König Karl dem Kahlen als zu radikal zurückgewiesen wurde (Regesta Imperii I, 447, mit Kommentaren). 846 war Karl der Kahle noch einmal hier, er signierte eine Urkunde für das Kloster Saint-Germain-des-Près (Regesta Imperii I, 533). Dann schweigen die Urkunden für lange Zeit.

### Bevölkerungsentwicklung
| Jahr      | 1962 | 1968 | 1975 | 1982 | 1990 | 1999 | 2006 | 2014 | 2021 |
| Einwohner | 488  | 493  | 466  | 537  | 825  | 1006 | 1122 | 1183 | 1143 |

## Sehenswürdigkeiten
- Kirche Saint-Denis aus dem 12. und 15. Jahrhundert
- Schloss Saint-Sulpice la Ramée
- Schlosskapelle Saint-Sulpice
- Lavoir

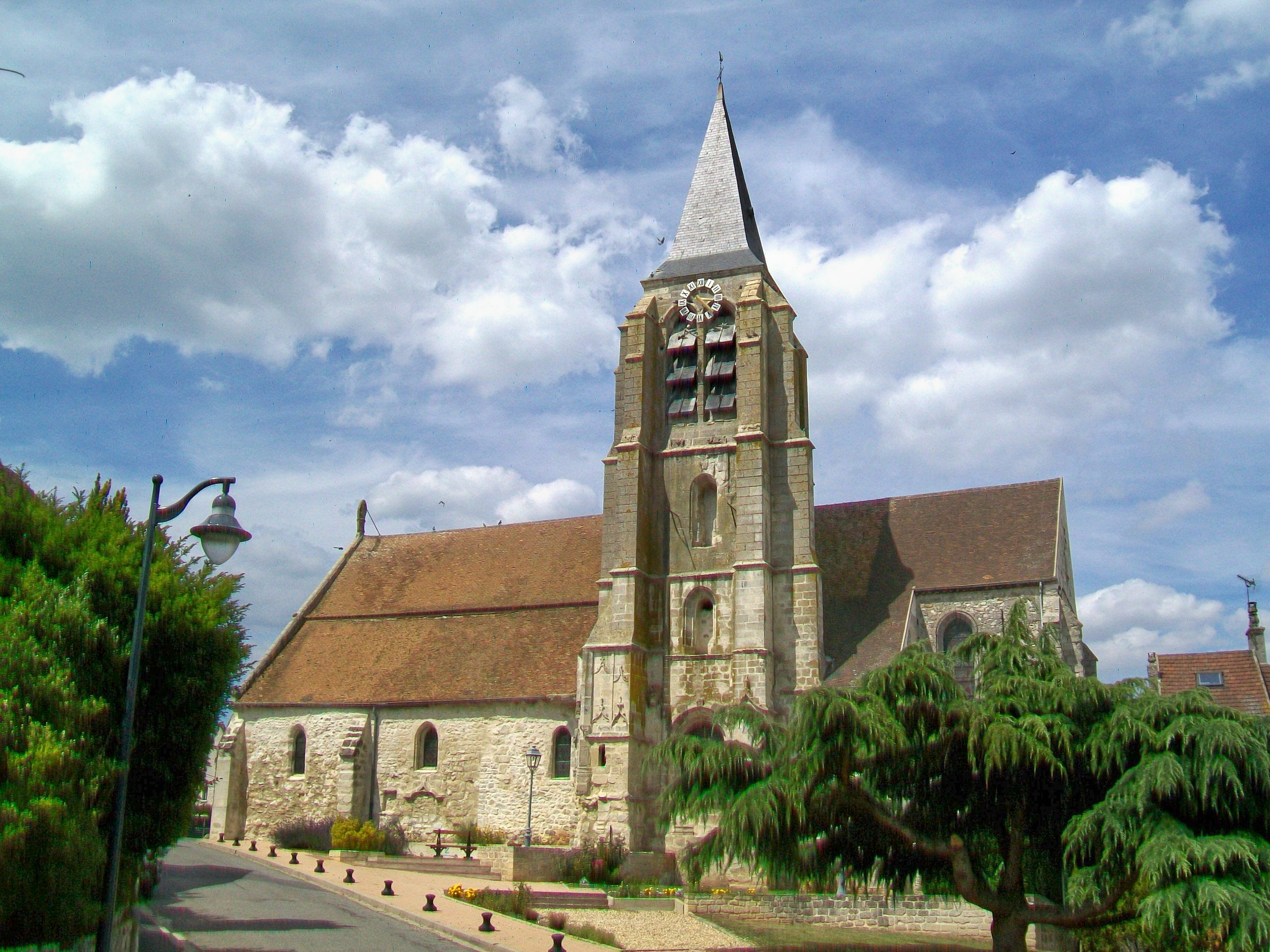
Kirche Saint-Denis
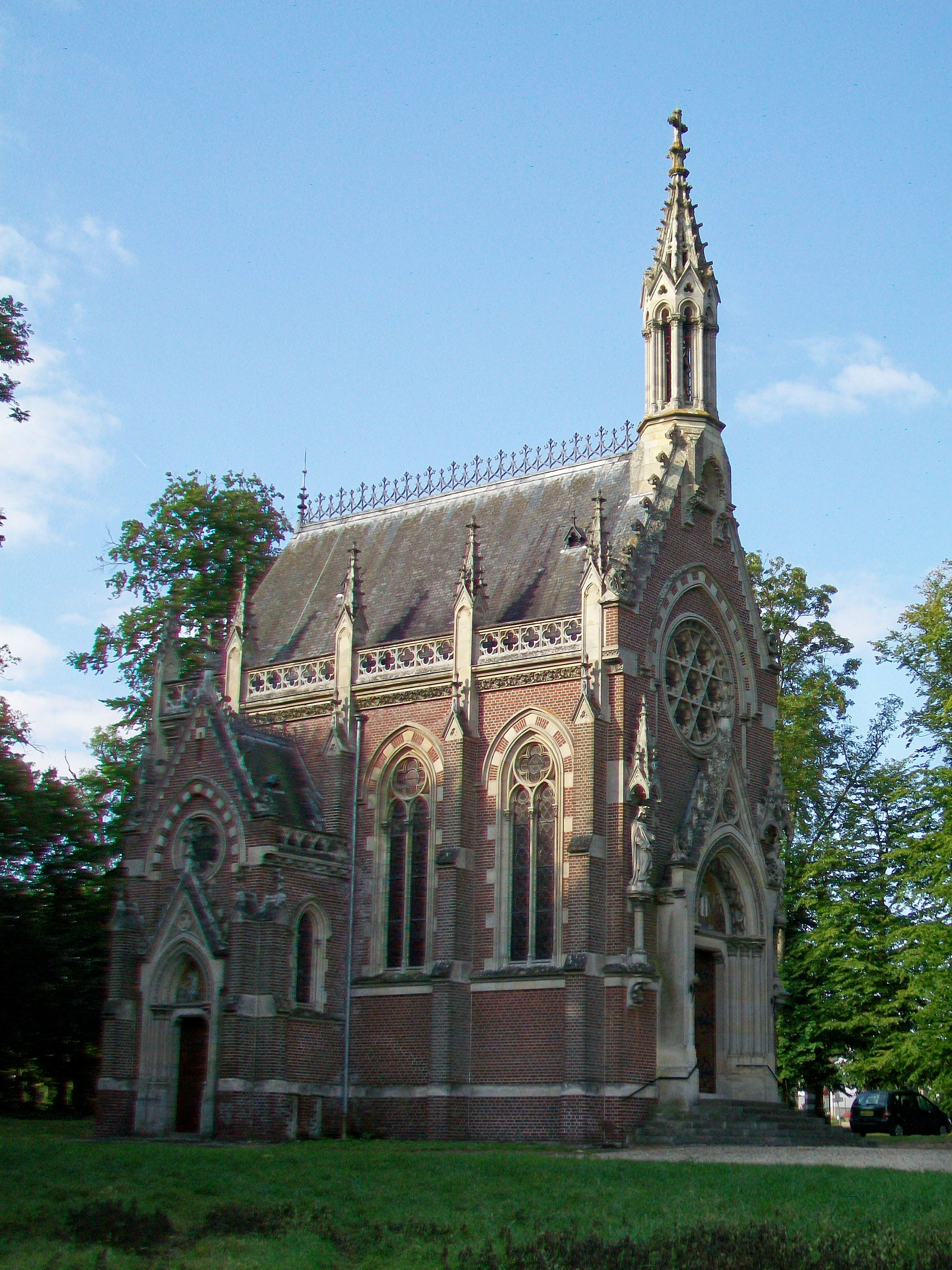
Schlosskapelle Saint-Sulpice

## Persönlichkeiten
- Der 1808 geborene Dichter Gérard de Nerval lebte von 1810 bis 1814 als Pflegekind seines in Mortefontaine lebenden Onkels Antoine Boucher auf dem Château de Loisy im gleichnamigen Ortsteil von Ver.